# Muzeum Sztuki En Charod
Muzeum Sztuki En Charod (hebr. המשכן לאמנות על שם חיים אתר; ang. The Museum of Art Ein Harod) – muzeum sztuki położone w kibucu En Charod Me’uchad, na północy Izraela. Jest to jedna z największych i najważniejszych galerii sztuki w kraju, zajmujące wyjątkowe miejsce pod względem charakteru zgromadzonych architektonicznych eksponatów i wyjątkowego oświetlenia.

## Historia
Początki Muzeum Sztuki w kibucu En Charod sięgają 1937 roku. Mieszkający w Paryżu artysta przyjechał wówczas do kibucu. Przywiózł on z sobą swoją własną prywatną kolekcję dzieł sztuki, którą w styczniu 1938 roku udostępnił w drewnianej chacie kibucu. W październiku 1948 roku muzeum przeniosło się do stałego miejsca ekspozycji. Nowy budynek zaprojektował architekt Samuel Bickels. Umożliwił on pomieszczenie dużych ekspozycji dzieł sztuki, zapewniając oryginalne i niepowtarzalne wykorzystanie naturalnego oświetlenia. Do budynku dobudowano przestronne sale wystawowe, dziedzińce dla rzeźb, warsztaty, bibliotekę i audytorium.

## Zbiory muzeum
Zbiory muzeum obejmują liczne judaika zgromadzone ze społeczności żydowskich tak ze wschodu, jak i z zachodu. Najważniejszym czynnikiem założenia muzeum była tragedia Holocaustu, w którym zginęło całe pokolenie żydowskich artystów. Dzieła sztuki pochodzą z XIX i XX wieku i obejmują obszar rzeźby, malarstwa, grafiki i fotografiki. W muzeum organizowane są liczne wystawy czasowe.

### Sztuka żydowska
Wizją założycieli muzeum było zachowanie sztuki i kreatywności żydowskich artystów z całego świata. Sztuka żydowska prezentowana jest w osobnym nowym budynku. Na liście prezentowanych tutaj artystów znajduje się 115 malarzy, rzeźbiarzy i innych artystów z całego świata. Między innymi są tu prace Jozefa Israëlsa, Maurycego Gottlieba, Maxa Liebermanna i innych.

### Judaika
Muzeum posiada stałą ekspozycję żydowskich przedmiotów rytualnych, które są podzielone ze względu na pochodzenie z różnych grup etnicznych. Można tu zobaczyć zwoje Tory, chanukije i inne judaika. Wśród nich znajdują się dzieła współczesnych artystów.

### Sztuka izraelska
Kolekcja muzealna obejmuje także prace współczesnych artystów izraelskich tworzących od początku XX wieku. Kolekcja jest połączona z bazą danych zawierającą dokumentację opisującą twórczość izraelskich artystów. Są tutaj gromadzone informacje o dziełach sztuki, wystawach i różnych wydarzeniach kulturalnych w Izraelu.
Kolekcja Tabernakulum są prace artystów izraelskich, od początku XX wieku, dni do współczesnej Bezalela. W kolekcji znajdują się liczne posiadłości artystów (na żywo witryny, Menachem Shemi, Pinchas Cohen Gan itp.) i powszechne wdrażanie izraelskiej sztuki przez wieki. Kolekcja sztuki izraelskiej jest integralną częścią badań i dokumentacji, a szczególne wysiłki, aby oświetlić aspekty takie jak twórczość artystek, baterie Gromadzenie i analiza procesów projektowania publikacji informacji świadomości i pamięci zbiorowej. Pokazuje przełom, jaki nastąpił w latach 80. (płeć meta, pracować hebrajskiego) były kamienie milowe umieszczenie muzeum, które wyznacza nowe terytorium i podświetleń do alternatywnego społecznej narracji kulturowej.

### Biblioteka
Odrębnym działem muzeum jest obszerna biblioteka, która zawiera tysiące książek o różnorodnej sztuce całego świata. Jest ona otwarta dla publiczności w celu prowadzenia badań i edukacji. Biblioteka publikuje katalogi dzieł sztuki oraz posiadanych dokumentów.